# Sechs Personen suchen einen Autor
Sechs Personen suchen einen Autor ist das bekannteste Stück des sizilianischen Nobelpreisträgers Luigi Pirandello. Mit seinem Stück wandte sich Pirandello gegen das Illusionstheater und schuf so die Grundlage für das moderne Drama.

## Inhalt
Während einer Theaterprobe für Pirandellos Stück Das Rollenspiel (Il giuoco delle parti) tauchen plötzlich sechs Personen auf, die eine Familie sind und vom Theaterdirektor verlangen, dass er „sie“ aufführt. Sie seien als Bühnenfiguren von ihrem Autor geschaffen worden, der sie aber nicht vollendet habe. Sie wollten aber ihr Stück auf der Bühne sehen, wollen „leben“.
Theaterdirektor: Ich probe jetzt! Und Sie wissen genau, dass während der Probe niemand herein darf. Wer sind die Herrschaften? Was wollen Sie?
Der Vater: Wir sind auf der Suche nach einem Autor.
Theaterdirektor: Aber hier ist kein Autor, wir proben kein neues Stück.
Die Stieftochter: Umso besser, Herr Direktor! Dann könnten wir Ihr neues Theaterstück sein.
Zögernd erklärt sich der Direktor bereit, ihre Geschichte zu realisieren. Er und die Schauspieler müssen vom völligen Zusammenbruch der Familie erfahren, dessen Opfer die beiden kleinen Kinder sind.
Der Versuch aber, diese Ereignisse als dramatische Geschichte auf die Bühne zu bringen, scheitert, da die Realität der Bühnenfiguren nicht durch das illusionistische Spiel der Schauspieler dargestellt werden kann.

## Pirandello über das Stück
Pirandello über das Stück: „Ohne es zu wollen, drückt jeder von ihnen in höchster Erregung, um sich gegen die Anschuldigungen des anderen zu verteidigen, als sein tiefstes Leid und seinen Kummer das aus, was so viele Jahre die Not meines Geistes gewesen ist: die Unmöglichkeit, sich gegenseitig zu verstehen.“

## Wirkungsgeschichte
Das Stück entfachte bei seiner Uraufführung 1921 durch die Compagnia di Dario Niccomedi im Teatro Valle in Rom einen handfesten Skandal, bevor es seinen Siegeszug durch die europäischen Theaterhäuser antrat. Das Publikum in der Premiere war gespalten zwischen Anhängern und Gegnern, welche lauthals „Irrenhaus! Irrenhaus!“ riefen. Pirandello und seine Tochter Lietta, die bei der Premiere anwesend waren, mussten das Theater durch einen Seiteneingang verlassen, um der Aggression des Publikums zu entgehen. Einer späteren Aufführung in Mailand war dann großer Erfolg beschieden.
Durch seine Trilogie des Theaters auf dem Theater und vor allem durch das Stück Sechs Personen suchen einen Autor wurde Pirandello in kurzer Zeit zum führenden Dramatiker des 20. Jahrhunderts. Er revolutionierte das Theater und konfrontierte das Publikum mit einer bis dahin unbekannten Perspektive, in der jegliche Trennung zwischen Zuschauern und Akteuren aufgehoben wurde, womit der Inbegriff des modernen Dramas entstand (Péter Szondi).
Luigi Pirandello (1867–1936) schrieb, bevor er mit 52 Jahren sein erstes Theaterstück veröffentlichte, über 237 Novellen und zwei Romane. Dieses gewaltige Werk wird oft vergessen, da der sizilianische Autor mit seinen großen Dramen das europäische Theater revolutionierte und 1934 den Nobelpreis für Literatur erhielt.
Die deutschsprachige Erstaufführung fand am 4. April 1924 in Wien im Raimundtheater unter Rudolf Beer statt. In dieser Vorstellung wurde der beliebte Volksschauspieler Karl Skraup entdeckt, der dort als Inspizient arbeitete und in dem Stück auch den Inspizienten spielte.
Otto Falckenberg inszenierte das Stück im gleichen Jahr an den Münchner Kammerspielen, Max Reinhardt in der Komödie in Berlin mit Max Pallenberg als Theaterdirektor und Mathias Wieman als Sohn. Reinhardt inszenierte das Stück im folgenden Jahr auch an den Kammerspielen des Deutschen Theaters Berlin, wo es 71 Aufführungen erlebte. Später brachte Reinhardt das Stück auch 1931 am Salzburger Stadttheater zur Aufführung und 1934 am Wiener Theater in der Josefstadt mit Hans Thimig als Theaterdirektor.
1981 inszenierte Klaus Michael Grüber das Stück in einer berühmt gewordenen Aufführung an der Freien Volksbühne Berlin mit Angela Winkler (Tochter), Peter Roggisch (Vater), Libgart Schwarz (Schauspielerin), Axel Wagner (Schauspieler), Michael König (Sohn) und dem Intendanten des Hauses, Kurt Hübner, als Theaterdirektor, wo das Stück in dramaturgisch einleuchtender Weise in Dunkelheit und Unordnung begann und Zuschauer protestierten: „Schämen Sie sich, Herr Hübner!“

## Bearbeitungen
- 1959: Oper von Hugo Weisgall, Libretto nach Pirandello von Denis Johnston

## Verfilmungen
- 1964: WDR-Fernsehfilm (Regie: Eberhard Itzenplitz, mit Marius Müller-Westernhagen)
- 1976: PBS-Fernsehfilm (Regie: Stacy Keach, mit Andy Griffith und James Keach)
- 1978: ORF-Fernsehaufzeichnung einer Aufführung aus dem Theater in der Josefstadt in Wien (Regie: Ernst Haeusserman) mit Vater – Guido Wieland, Mutter – Vilma Degischer, Sohn – Ludwig Hirsch, Tochter – Kitty Speiser, Madame Pace – Grete Zimmer, Direktor – Otto Schenk, Schauspieler – Kurt Heintel, Schauspielerin – Marte Harell, Junge – Herbert Gebhard, Mädchen – Claudia Rücker
- 1992: BBC-Fernsehfilm (Regie: Bill Bryden)
- 2022: Six Characters (Regie: M. L. Pundhevanop Dhewakul, Kamera Sayombhu Mukdeeprom)